# Charles Bronson
Charles Bronson, geboren als Charles Dennis Buchinsky (Ehrenfeld, 3 november 1921 – Los Angeles, 30 augustus 2003), was een Amerikaans filmacteur. Hij won in 1972 een Golden Globe in de category "World Film Favorites" en speelde in meer dan negentig films.
Bronson was een specialist in het spelen van ruige, mysterieuze en tragische personages die veelal voorkwamen in keiharde en gewelddadige actiefilms en westerns. Hierbij werd Bronson vaak geholpen door zijn uiterlijk; met zijn gerimpelde, doorgroefde gezicht en zijn kleine oogjes was hij geknipt voor het spelen van dat soort rollen. Zijn bijnaam was dan ook Leatherface.

## Jeugd
Buchinsky was een zoon van Pools-Litouwse immigranten in Amerika. Zijn vader was een Lipka-Tataar en zijn moeder een Litouwse.
Buchinsky ging op zestienjarige leeftijd net als zijn elf broers en zussen werken in een steenkolenmijn in het Alleghenygebergte. De omstandigheden waren zwaar en vier broers en drie zussen overleden voor hun twaalfde levensjaar. De familie leefde in armoede. Zijn schoolkostuum werd door zijn moeder gemaakt van een oude jurk van zijn zus, omdat er geen geld was voor kleren. Toen Buchinsky achttien jaar was, moest hij in militaire dienst. Hij ging bij de luchtmacht en werd staartschutter van de B-29-bommenwerper. Met dit vliegtuig nam hij deel aan bombardementen boven Japan, tijdens de Tweede Wereldoorlog. Hij vloog 25 missies en ontving een Purple Heart nadat hij gewond was geraakt.

## Carrière
Na de oorlog was Buchinsky lange tijd werkloos. Hij besloot uiteindelijk om vanaf 1950 in de filmindustrie te gaan werken. Zijn enige motivatie was het geld. Buchinsky had namelijk gehoord dat acteurs enorm goed betaald kregen en in de filmindustrie was in de jaren 50 een grote behoefte aan acteurs met karakteristieke koppen.
Buchinsky's eerste grote rol was als het kwaadaardige hulpje van Vincent Price in de klassieke horrorfilm House of Wax in 1953. Kort hierna veranderde Buchinsky zijn achternaam in Bronson. Dit deed hij omdat, ten tijde van de communistenjacht van McCarthy, mensen met een Russisch klinkende achternaam meteen verdacht waren.
Westernliefhebbers kennen Bronson van de antiracistische film Apache van Robert Aldrich (1954) waarin de acteur een Indiaanse legerverkenner vertolkt, en van Vera Cruz, eveneens van Aldrich en uit hetzelfde jaar, waarin hij een ware nietsnut uitbeeldt.
Met The Magnificent Seven van John Sturges werd Bronson samen met enkele andere toen nog jonge acteurs, zoals Steve McQueen en James Coburn, een wereldberoemd bijrolspeler.
Daarna kreeg de kijker hem dikwijls te zien in commerciële films zoals The Great Escape, waarin hij een Oost-Europese krijgsgevangene en tunnelgraver speelde, en The Dirty Dozen, waarin hij een terdoodveroordeelde speelde die in de Tweede Wereldoorlog een zelfmoordmissie moet uitvoeren.
Daarna vertrok Bronson naar Italië om daar in de spaghettiwesterns te gaan spelen. Bronson speelde in minder bekende spaghettiwesterns als Guns for San Sebastian en Villa Rides, maar werd wereldberoemd met zijn rol als de zwijgzame harmonicaspeler in Once Upon a Time in the West (1968). Deze film maakte van Bronson een legende en een ware superster. De rol was ook een groot nadeel voor hem; vanaf nu werd hij constant getypecast als mysterieuze wreker.
Hierna maakte Bronson in de jaren 70 en 80 in hoog tempo een flinke reeks actiefilms waarin hij altijd hetzelfde soort personage speelde: een tragische man die wraak pleegt. De rollen die bij dit personage pasten varieerden van politieagent tot huurmoordenaar tot gangster. Veel van deze films werden door de critici niet hoog ingeschat, maar ze maakten Bronson wel tot een van de meest productieve en best betaalde acteurs van Hollywood. Bronson bereikte z'n hoogtepunt met de vijfdelige reeks Death Wish (1974, 1982, 1985, 1987 en 1994), waarin hij de rol speelt van een man die overdag architect is en 's nachts een koudbloedige wreker. Andere hoogtepunten uit deze hele reeks actiefilms waren The Mechanic (1972), Mister Majestyk (1974), Death Hunt (1981), 10 to Midnight (1983) en Murphy's Law (1986). In heel wat films werd Bronson geregisseerd door J. Lee Thompson, Terence Young en Michael Winner. 
Een van de weinige serieuze films was Hard Times (1975), een historisch drama over een straatarme mijnwerker die tijdens de Grote Depressie gaat boksen om geld te verdienen. Voor Bronson, die zelf mijnwerker was geweest, was dit zijn meest persoonlijke en meest favoriete film.
Bronson heeft verschillende films gespeeld met actrice Jill Ireland, zijn echtgenote sinds 1968 tot aan haar dood in 1990. In de laatste periode van zijn leven leed Bronson aan de ziekte van Alzheimer. Hij overleed aan de gevolgen van longontsteking in het Cedars-Sinai hospitaal in Los Angeles.

## Filmografie
- 1951 - The Mob
- 1951 - The People Against O'Hara
- 1951 - You're in the Navy now
- 1952 - Bloodhounds of Broadway
- 1952 - Diplomatic Courier
- 1952 - My Six Convicts
- 1952 - Pat and Mike
- 1952 - Red Skies of Montana
- 1953 - The Clown
- 1953 - Miss Sadie Thompson
- 1953 - House of Wax
- 1954 - Apache
- 1954 - Crime Wave
- 1954 - Drum Beat
- 1954 - Vera Cruz
- 1954 - Riding Shotgun
- 1954 - Tennessee Champ
- 1955 - Big House, U.S.A.
- 1955 - So Died Riabouchinska
- 1955 - El Paso
- 1955 - Target Zero
- 1956 - Jubal
- 1957 - Run of the Arrow
- 1958 - Gang War
- 1958 - When Hell Broke Loose
- 1958 - Machine-Gun Kelly
- 1958 - Showdown At Boot Hill
- 1959 - Never So Few
- 1960 - The Magnificent Seven
- 1961 - X-15
- 1961 - A Thunder of Drums
- 1961 - Master of the World
- 1962 - Kid Galahad
- 1963 - The Great Escape
- 1963 - 4 for Texas
- 1964 - Guns of Diablo
- 1965 - The Sandpiper
- 1965 - Battle of the Bulge
- 1966 - This Property Is Condemned
- 1967 - The Dirty Dozen
- 1968 - Honor Among Thieves
- 1968 - Adieu l'ami
- 1968 - La Bataille de San Sebastian
- 1968 - Villa Rides
- 1968 - Once Upon a Time in the West
- 1969 - Lola
- 1969 - Le Passager de la pluie
- 1970 - Violent City
- 1970 - You Can't Win 'Em All
- 1971 - De la part des copains
- 1971 - Quelqu'un derriere la porte
- 1972 - Le soleil rouge
- 1972 - Chato's Land
- 1972 - The Mechanic
- 1972 - Carteggio Valachi
- 1973 - The Stone Killer
- 1973 - Il Mezzosangue Valdez
- 1974 - Death Wish
- 1974 - Mr. Majestyk
- 1975 - Breakout
- 1975 - Hard Times
- 1976 - Breakheart Pass
- 1976 - St. Ives
- 1976 - From Noon Till Three
- 1977 - Raid on Entebbe
- 1977 - The White Buffalo
- 1977 - Telefon
- 1979 - Love and Bullets
- 1980 - Caboblanco
- 1980 - Borderline
- 1981 - Death Hunt
- 1982 - Death Wish II
- 1983 - 10 to Midnight
- 1984 - The Evil That Men Do
- 1985 - Death Wish 3
- 1986 - Murphy's Law
- 1987 - Death Wish 4: The Crackdown
- 1987 - Assassination
- 1987 - Act of Vengeance
- 1988 - Messenger of Death
- 1989 - Kinjite: Forbidden Subjects
- 1991 - Yes Virginia, There Is a Santa Claus
- 1991 - The Indian Runner
- 1993 - Donato and Daughter
- 1993 - The Sea Wolf
- 1994 - Death Wish 5: The Face of Death
- 1995 - Family of Cops
- 1997 - Breach of Faith: Family of Cops II
- 1998 - The Urban Mission
- 1999 - Family of Cops III: Under Suspicion

## Trivia
- 'Charles Bronson' is ook de aangenomen naam van Michael Peterson, een in Wales geboren crimineel.
- Stripfiguur Archie Cash is gemodelleerd naar Charles Bronson.

- Bibsys: 97055403
- Biblioteca Nacional de España: XX1306535
- Bibliothèque nationale de France: cb138918724 (data)
- Catàleg d'autoritats de noms i títols de Catalunya: 981058510165106706
- Gemeinsame Normdatei: 122937090
- International Standard Name Identifier: 0000 0001 1037 1444
- Library of Congress Control Number: n80024575
- Nationale Bibliotheek van Letland: 000345508
- National Archives and Records Administration: 10581554
- Bibliotheek van het Japanse parlement: 00620426
- Nationale Bibliotheek van Tsjechië: ola2002153793
- Nationale bibliotheek van Australië: 36266083
- Nationale Bibliotheek van Israël: 987007458038105171
- Nationale Bibliotheek van Polen: a0000001257283
- Nederlandse Thesaurus van Auteursnamen: 071650024
- Istituto Centrale per il Catalogo Unico: RAVV097304
- SNAC: w6sz75kz
- Système universitaire de documentation: 027272877
- Trove: 1239272
- Virtual International Authority File: 7573305
- WorldCat: E39PBJh8QWBmkJFY73qTdCR3Qq